# 2029년 동계 스페셜 올림픽
제19회 동계 스페셜 올림픽 세계 대회는 2029년 3월 6일에서 3월 17일까지 스위스 취리히-그라우뷘덴주에서 열릴 스페셜 올림픽이다.